# Kurt Magnus
Kurt Magnus (né le 28 mars 1887 à Cassel, mort le 20 juin 1962 à Wiesbaden) est un juriste et pionnier de la télévision allemand. Il est de 1951 à 1962 le premier président de l'Institut Goethe.

## Biographie
Kurt Magnus étudie le droit à Oxford, Göttingen et à Berlin, où il exerce la profession d'avocat. En 1906, il devient membre du Corps Bremensia. Parmi ses associés, on compte Horst von Windheim, Carl Manfred Frommel (de) et Eugen Boelling (de). Il effectue ensuite son service militaire dans le 19e régiment de dragons à Oldenbourg. Il fonde en 1925 avec Hans Bredow (de) la Reichs-Rundfunk GmbH, une société de radiodiffusion privée émettant depuis Berlin, Kœnigsberg, Breslau, Leipzig, Hambourg, Cologne, Munich, Stuttgart et Francfort-sur-le-Main.
Magnus collaborait au magazine de programmes radio de Cologne Werag, et milita entre autres en faveur de la transparence dans l'usage de la redevance audiovisuelle. On dénombrait, au mois de décembre 1926, 1,3 million d'auditeurs en Allemagne, qui versaient, selon Magnus, « quotidiennement 7 Pfennigs » de redevance, dont la Deutsche Reichspost (de) ne percevait réellement que 40 % : l'essentiel des 60 % restants, loin de servir à la production de programmes, rémunéraient en réalité les actionnaires des chaînes de radio.
En 1933, il est accusé de corruption par les autorités nazies et est incarcéré au camp de concentration d'Oranienburg puis à Moabit. Après les « procès de la radiodiffusion » de 1937, il est mis sous surveillance et travaille comme vendeur dans plusieurs sociétés à Berlin, Francfort et Wiesbaden.
Après-guerre, il est nommé ministre de l'économie et des transports du Gouvernement régional de Hesse. En 1953, il siège au conseil d'administration de la Hessischer Rundfunk.
Il meurt en 1962 à Wiesbaden. L'ARD crée la même année le Prix Kurt-Magnus (de), décerné annuellement à des jeunes (moins de 35 ans) employés de la radio-diffusion publique qui se distinguent par leur engagement.